# John Hemming Fry

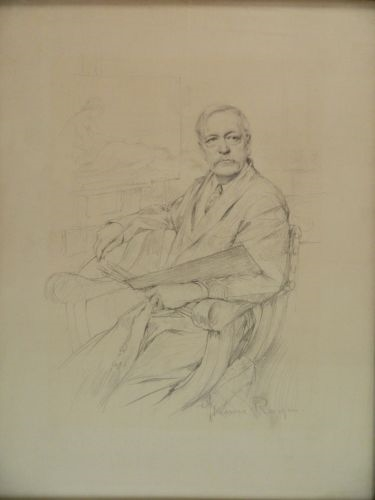
Henri Royer (1869– 1938): Porträt von John Hemming Fry

John Hemming Fry (* 7. Juli 1852 in Indiana, USA; † 24. Februar 1946 in Greenwich, Fairfield, Connecticut) war ein amerikanischer Maler, bekannt für seine Werke, die sich thematisch an klassischen Dichtern und der Mythologie orientieren.

## Leben
John Hemming Fry studierte von 1880 bis 1884 an der Saint Louis School of Fine Arts und anschließend von 1884 bis 1887 an der Académie Julian in Paris bei Gustave Boulanger, Jules-Joseph Lefebvre und Tony Robert-Fleury. Nach seiner Rückkehr in die USA unterrichtete er von 1887 bis 1892 an der Saint Louis School of Fine Arts. 1893 war er Mitglied der Jury für Malerei auf der Weltausstellung in Chicago. Während seiner künstlerischen Laufbahn schuf John Hemming Fry zahlreiche Gemälde mit klassischen Themen. Er war ein entschiedener Gegner der modernen Kunstströmungen, die er als „Evangelium der Hässlichkeit“ kritisierte. Seine Werke werden mehrfach in den Pariser Salons ausgestellt, darunter 1931 „Thetis“ und „Ode an Sappho“, wobei letzteres eine lobende Erwähnung erhält. 1933 wird Fry zum korrespondierenden Mitglied der Sektion der Schönen Künste des Institut de France gewählt.

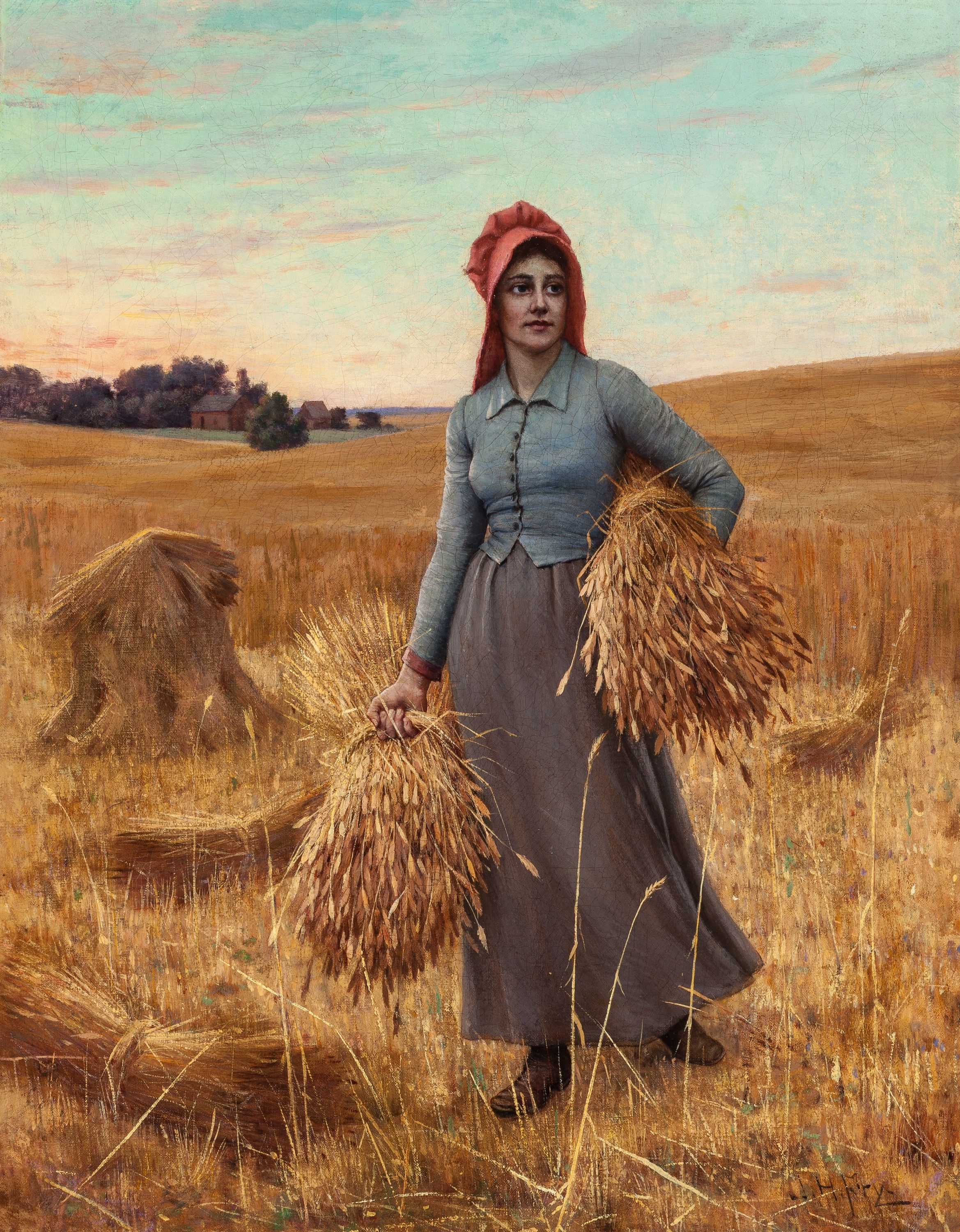
The Gleaner von John Hemming Fry

Am 29. Juli 1891 heiratete John Hemming Fry Georgia Timken, die Tochter des Industriellen Henry Timken, Gründer der Timken Roller Bearing Company. Das Paar zog nach Paris, wo Georgia Fry bei Aimé Morot, Jean-Charles Cazin und August Friedrich Schenck studierte. Das Paar adoptierte eine Tochter, Frederica Hale. Georgia Fry starb 1921 und hinterließ ein beträchtliches Vermögen, an dem John Hemming Fry ein lebenslanges Nutzungsrecht erhielt. 
Fry erhielt zahlreiche Auszeichnungen für seine Verdienste um die Kunst. Er war Offizier der französischen Ehrenlegion und Kommandeur des Ordens der Italienischen Krone. Letzteren erhielt er 1933 auf Empfehlung Benito Mussolinis für seine finanzielle Unterstützung der archäologischen Ausgrabungen in Herculaneum. 1938 spendete er 100.000 Lire für einen Fonds zugunsten der Waisenkinder der faschistischen Schwarzhemden. Zu seinen Schriften gehören Greek Myths and Other Symbols (1927) mit Texten von Lilian Whiting sowie L’Évangile de la Laideur und The Revolt Against Beauty, die seine Kritik an der modernen Kunst formulieren. John Hemming Fry starb am 25. Februar 1946 in Greenwich, Connecticut, im Alter von 93 Jahren.